# Сож (село)
Сож (біл. Сож) — селище в Терешковицькій сільській раді Гомельському районі Гомельської області Республіки Білорусь.

## Географія

### Розташування
За 7 км від залізничної станції Уть (на лінії Гомель — Чернігів), 13 км на південь від Гомеля.

## Гідрографія
На річці Уть (притока річки Сож).

## Транспортна мережа
Транспортні зв'язки степовою, потім автомобільною дорогою Старі Яриловичі — Гомель. Планування складається з короткої прямолінійної вулиці, яка орієнтована з південного заходу на північний схід. Дерев'яні селянські садиби розташовані вздовж путівця.

## Історія
Заснований у 1930-х роках, після розміщення тут Новобілицької МТС і почало формуватися селище. У складі радгоспу «Новобілицький» (центр — село Терешковичі).

## Населення

### Чисельність
- 2009 — 282 мешканці.